# 바르샤바 파괴

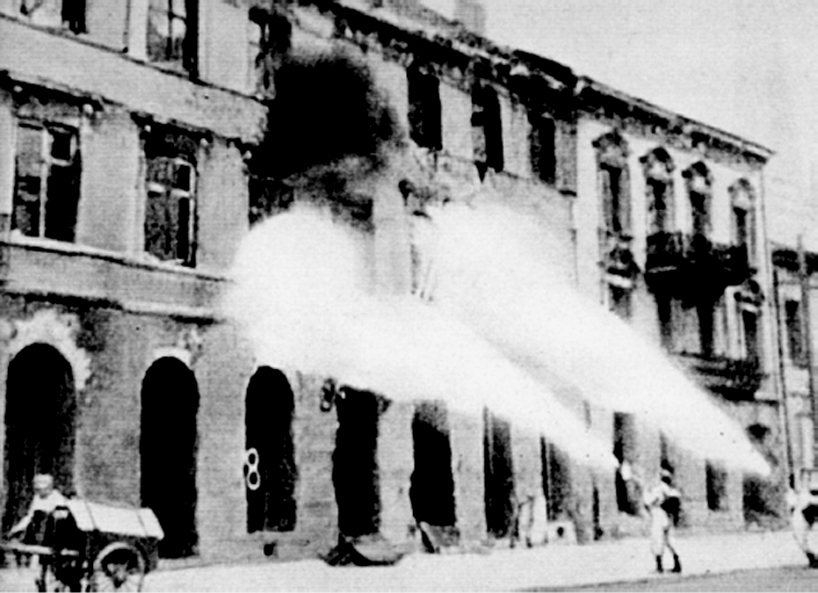
바르샤바를 파괴하는 독일 (1944년)

바르샤바 파괴(폴란드어: Zburzenie Warszawy, 독일어: Zerstörung Warschaus)는 1944년 폴란드 저항군의 바르샤바 봉기 이후 나치 독일이 1944년 후반에 바르샤바를 파괴한 사건이다. 바르샤바 봉기는 독일 지도자들을 격노했으며 보복으로 도시를 파괴하기로 결정했다.
도시의 파괴는 오래전부터 계획되어 있었다. 바르샤바는 게네랄플란 오스트에 따라 나치의 중부 유럽 독일화 계획의 일환으로 파괴 및 대규모 재건을 위해 선정되었다. 하지만 1944년 말, 전쟁에서 패배가 확실해지자 독일은 동부를 식민지화하려는 계획을 포기했다. 따라서 바르샤바의 파괴는 군사적 또는 식민지적 목적에 부합하지 않았다. 오로지 보복 행위로 수행되었다.
독일군은 도시를 파괴하기 위해 전례 없는 노력을 기울여, 박물관, 미술관, 극장, 교회, 공원, 성, 궁전과 같은 역사적 건물을 포함하여 바르샤바 건물의 80~90%를 파괴했다. 그들은 의도적으로 바르샤바의 문화 유산의 막대한 부분을 파괴 및 불태우거나 훔쳤다. 전쟁 후, 전쟁 전 계획과 역사적 문서에 따라 도시를 재건하는 데 광범위한 작업이 투입되었다.
제2차 세계 대전 중 바르샤바의 파괴는 사실상 유례가 없었던 사건이다.